# Thomasomys taczanowskii
Thomasomys taczanowskii är en däggdjursart som först beskrevs av Thomas 1882.  Thomasomys taczanowskii ingår i släktet paramoråttor, och familjen hamsterartade gnagare. IUCN kategoriserar arten globalt som livskraftig. Inga underarter finns listade i Catalogue of Life.
Arten förekommer i Anderna i norra Peru. Den är aktiv på natten och går främst på marken. Habitatet utgörs av bergsskogar och av landskapet Páramo.